# Marcelino Bonifaz
Marcelino Bonifaz y Fernández-Baeza (f. 1910) fue un jurista español.
Natural de Burgos, descendía de una familia ilustre. Obtuvo el bachiller en Filosofía y se licenció en Derecho civil y canónico. Fue secretario de la Junta de Instrucción pública y caballero de Carlos III.
Escribió, además de memorias, artículos y trabajos sueltos, las siguientes obras:
- Guía administrativa de la primera enseñanza (1884), en colaboración con Martín Santa María González;
- Nomenclator escolar de la provincia; y
- Memoria sobre el estado y movimiento administrativo de la primera enseñanza en la provincia de Burgos.